# Bob Fenimore
Robert Dale Fenimore (* 6. Oktober 1925 in Woodward, Oklahoma; † 28. Juli 2010 in Stillwater, Oklahoma) war ein US-amerikanischer American-Football-Spieler. Er spielte eine Saison auf der Position des Runningbacks für die Chicago Bears in der National Football League (NFL).

## Karriere
Fenimore spielte von 1943 bis 1946 College Football an der Oklahoma A&M, heute als Oklahoma State University bekannt. Als Freshman zog er sich im ersten Training eine Verletzung zu, wodurch er jedoch einen Einzug in den Zweiten Weltkrieg entging, da er bei der Musterung durchfiel. 1944 führte er das Land in Total offense mit 1.758 Yards an und führte sein Team zu einer 8-1-Bilanz. Bei der Wahl zur Heisman Trophy wurde er Neunter. Im Cotton Bowl 1945 erlief er 63 Yards und warf für 136 Yards und verhalf so seinem Team zum 34:0-Sieg über die Texas Christian University. 2007 wurde er dafür in die Cotton Bowl Hall of Fame aufgenommen.  In der folgenden Saison führte er das Land in erlaufenen Yards (1.119) und Total Offense (1.641 Yards) an. Er wurde dritter bei der Heisman-Wahl. Fenimore führte die Aggies in dieser Saison zu ihrer einzigen ungeschlagenen. Beendet wurde sie mit einem 33:13-Sieg über St. Mary’s im Sugar Bowl, wo er für 76 Yards und einen Touchdown passte und für 125 Yards und zwei Touchdowns lief. In seiner letzten Saison für die Aggies war er durch Verletzungen stark eingeschränkt und konnte nur 70 Läufe für 163 Yards erzielen. Die Aggies beendeten die Saison mit einer 3-7-1-Bilanz. Er beendete seine Karriere an der A&M mit 23 Schulrekorden, darunter auch den Rekord für die meisten Interceptions (18). 1972 wurde er in die College Football Hall of Fame aufgenommen.
Trotz seiner Verletzungsprobleme wurde Fenimore im NFL Draft 1947 als Gesamterster von den Chicago Bears ausgewählt. Er erhielt einen Dreijahresvertrag über 27.000 US-Dollar und einen Unterschriftsbonus über 2.000 US-Dollar. Nach einer Saison trat er vom Profisport zurück.